# Rio Hamza

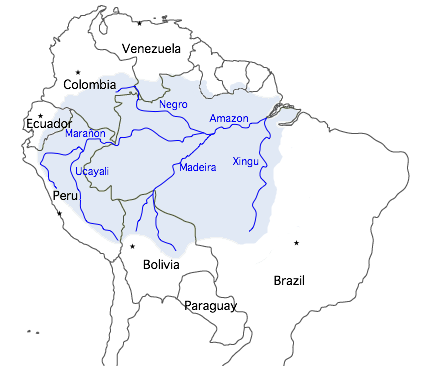
Bacia Amazônica

O Hamza é um aquífero localizado na Amazônia brasileira. O nome do aquífero foi dado em homenagem ao chefe da expedição que fez a descoberta, o pesquisador Valiya Hamza. Sua descoberta foi realizada após análise de 241 poços de petróleo desativados da Petrobras, perfurados entre 1970 e 1980. A equipe, da qual fez parte Elizabeth Tavares Pimentel da Universidade Federal do Amazonas, identificou que existe uma grande movimentação de água a 4 000 m sob a superfície de oeste para leste sob as bacias dos rios Solimões, Amazonas e a ilha de Marajó e desaguando nas profundezas do oceano Atlântico, aproximadamente sob a foz do rio Amazonas.

## Dados do Hamza
O aquífero Hamza ainda está em estudo, mas os pesquisadores afirmam que sua nascente é no estado do Acre e percorre cerca de 6 000 km antes de desaguar no Oceano Atlântico, logo abaixo da foz do Amazonas. É alimentado pela infiltração das águas dos rios da bacia amazônica e das chuvas. Possui vazão de 3 090 m3/s (cerca de 40 vezes menor que a do rio Amazonas), a distância entre uma margem e outra varia de 200 a 400 km. Suas águas correm por via subterrânea a uma velocidade irrisória se comparada aos rios da superfície terrestre (de 10 a 100 metros por ano), enquanto que a velocidade da vazão do Amazonas é da ordem de 2 m/s; o "rio" não corre por um túnel sob o solo mas permeia pelas rochas sedimentares das profundezas terrestres.
O Hamza é um aquífero (formação geológica, porosa ou fraturada, permeável, capaz de armazenar e fornecer água em grande quantidade) recentemente descoberto no estado do Amazonas. Sua descoberta foi realizada após análise de 241 poços de petróleo desativados da Petrobrás, perfurados entre 1970 e 1980, fruto do trabalho de doutorado de Elizabeth Pimentel, coordenado por Hamza. 
Foi constatato uma grande movimentação de água a 4.000 metros abaixo da superfície de oeste para leste sob as bacias dos rios Solimões, Amazonas e Ilha de Marajó e desaguando nas profundezas do Oceano Atlântico, sob a foz do rio Amazonas. O que tudo indica é que o Hamza ainda está em estudo, mas os pesquisadores afirmam que sua nascente é no estado do Acre e percorre cerca de 6.000 quilômetros antes de desaguar no Oceano Atlântico logo abaixo da foz do Amazonas. 
Apesar de muitos acreditarem que o Hamza ser um aquífero, o pesquisador que batizou o nome do rio (Valiya Hamza) afirmou em jornal o Globo que: “ Não é um aquífero, que é uma reserva de água sem movimentação. Nós percebemos movimentação de água, ainda que lenta, pelos sedimentos. A velocidade de curso do Hamza é menor também, porque o fluxo de água tem que vencer as rochas existentes a quatro mil metros de profundidade. Enquanto o Amazonas corre a 2 metros por segundo, a velocidade do fluxo subterrâneo é de 100 metros por ano. Contudo, ainda vamos determinar a velocidade exata do curso da água”.1

Acrescenta-se ainda que este é alimentado pela infiltração das águas dos rios da bacia amazônica e das chuvas, vazão de 3.090 m3/s, distância entre uma margem e outra varia de duzentos a quatrocentos quilômetros, suas águas correm subterraneamente a uma velocidade irrisória se comparada aos rios da superficie terrestre e varia de 10 a 100 metros por ano. Apesar de ser um rio subterrâneo, sua vazão (quantidade de água jorrada por segundo) é maior que a do Rio São Francisco, que corta o Nordeste brasileiro. Enquanto o Hamza tem vazão de 3,1 mil m³/s, a do Rio São Francisco é 2,7 mil m³/s. Mas nenhuma das duas se compara a do rio Amazonas, com 133 mil m³/s.